# Роза Албах-Рети
Роза Албах-Рети (на немски: Rosa Albach-Retty) е германска филмова и театрална актриса.

## Биография
Албах-Рети е родена на 26 декември 1874 година в град Ханау, Германия. Умира на 26 август 1980 година. Нейното рождено име е Роза Клара Франциска Хелен Рети. Тя е потомка на филмова фамилия. Дъщеря е на актьора и режисьора Рудолф Рети и благодарение на това прави своя театрален дебют само на 16 години. Своя дебют като филмова актриса прави през 1930 година, във филма „Пари на улицата“. Последният филм на Роза „Конгресменски танци“ e от 1956 година. Неин съпруг става Карл Албах. Роза умира през 1980 година на 105 години.
Тя е майка на австрийския актьор Волф Албах-Рети, баба е на немската актриса Роми Шнайдер, прабаба е на френската актриса Сара Биазини. Нейният син Волф Албах-Рети се жени през 1936 година за известната германска актриса Магда Шнайдер.